# Look What's Happened to Rosemary's Baby
Look What's Happened to Rosemary's Baby (también conocida como Rosemary's Baby Part II), en español: Miren lo que le pasó al bebé de Rosemary, es una película de terror estadounidense de 1976, secuela de la película de Roman Polanski Rosemary's Baby de 1968. Fue protagonizada por Stephen McHattie, Patty Duke, George Maharis, Ruth Gordon y Ray Milland y estrenada por la cadena ABC el 29 de octubre de 1976.
El único actor que repitió su papel fue Ruth Gordon, quien interpretó nuevamente a la excéntrica y entrometida vecina Minnie Castevet. Sam O'Steen, editor de la primera película, se encargó de dirigir esta secuela. Patty Duke, quien interpreta a Rosemary, fue considerada para realizar el mismo papel en la película de 1968, pero finalmente Mia Farrow fue la actriz seleccionada.

## Sinopsis
Rosemary Woodhouse secuestra a su hijo Adrian con el objetivo de alejarlo de las garras de la secta satánica conocida como "La tribu", quienes se ponen en contacto con Guy Woodhouse, exesposo de Rosemary, para tenderle una trampa y de esta manera recuperar al niño, quien está destinado a convertirse en el anticristo. Sin embargo, durante los años que Rosemary ha pasado escondida al lado de Adrian, se ha dedicado a enseñarle el camino de la bondad, tratando de arrancar de su ser la influencia maligna de su padre.

## Reparto
- Stephen McHattie es Adrian / Andrew
- Patty Duke es Rosemary Woodhouse
- Broderick Crawford es el Sheriff Holtzman
- Ruth Gordon as Minnie Castevet
- Lloyd Haynes es Laykin
- David Huffman es Peter Simon
- Tina Louise es Marjean Dorn
- George Maharis es Guy Woodhouse
- Ray Milland es Roman Castevet
- Donna Mills es Ellen
- Brian Richards es el Dr. Lister

## Recepción
El telefilme fue considerado de baja calidad en relación con Rosemary's Baby de 1968, película elogiada por la crítica en el momento de su lanzamiento y considerada una obra de culto en la actualidad. En el sitio Rotten Tomatoes, Look What's Happened to Rosemary's Baby cuenta con un escaso 14% de ranking aprobatorio de la audiencia con base en 124 reseñas.

## Remake
- El bebé de Rosemary (miniserie)